# Ribeira do Freixo
A Ribeira do Freixo es una localidad del municipio de Outes, Galicia, España. Está situada al suroeste del municipio, en la parroquia de Freixo de Sabardes. Es un pequeño asentamiento urbano con categoría de villa según el INE.
En el 2018 tenía una población de 172 habitantes (90 hombre y 82 mujeres). Está situada a 7,2 Kilómetros de la capital municipal a 9 metros sobre el nivel del mar. Algunas de las localidades más cercanas son Mosteiro, Vilariño y Braño.
A pesar de tener solo 172 habitantes es considerado un núcleo urbano con rango de villa, debido a su estructura. Está rodeada de otros núcleos periurbano como Siavo, Braño y Mosteiro con los que comparte estructura y está conectada, mostrando cierta continuidad a lo largo de la vía AC-550 debido a la expansión de estos en los últimos años, formando un núcleo más complejo. Esta zona conformada por todos estos núcleos en la costa de la parroquia de Sabardes es conocida por los vecinos simplemente como Freixo.
En Ribeira do Freixo encontramos gran parte de actividad industrial de municipio, pues es aquí donde aun se conservan algunos de los astilleros que anteriormente abundaban por toda las costa del municipio. También aquí encontramos una zona portuaria donde se concentra toda la actividad pesquera y marisquera del municipio. En la villa también existe un pequeño paseo marítimo y un puerto deportivo. 

## Demografía
| Gráfica de evolución demográfica de Ribeira do Freixo entre 2000 y 2018 |
|                                                                         |
| Población de derecho según el padrón municipal del INE                  |

## Galería de imágenes
|                                     |
| Imagen de 2014 de Ribeira do Freixo |

|                                           |
| Imagen aérea de 1955 de Ribeira do Freixo |

|                               |
| Vista general de la parroquia |